# Đảng Cấp tiến (Hoa Kỳ, 1912)
Đảng Cấp tiến, còn được gọi là Đảng Nai sừng tấm, là đảng thứ ba ở Hoa Kỳ được thành lập vào năm 1912 bởi cựu tổng thống Theodore Roosevelt sau khi ông thua trong cuộc đua giành đề cử tổng thống của Đảng Cộng hòa trước cựu đồng mình và lúc đó là đối thủ của ông, Tổng thống đương nhiệm William Howard Taft . Đảng là ngọn cờ đi đầu của cải cách tiến bộ và thu hút nhiều nhà cải cách hàng đầu quốc gia. Đảng cũng có mối liên hệ sâu sắc về mặt ý thức hệ với truyền thống tự do cấp tiến của Hoa Kỳ.
Sau thất bại của đảng trong cuộc bầu cử tổng thống Hoa Kỳ năm 1912, đảng này nhanh chóng suy thoái trong các cuộc bầu cử cho đến năm 1918 và tan rã vào năm 1920. Biệt danh "Nai sừng tấm" bắt nguồn từ câu nói của Roosevelt sau khi không giành được đề cử của Đảng Cộng hòa rằng ông "mạnh mẽ như một con nai sừng tấm"  

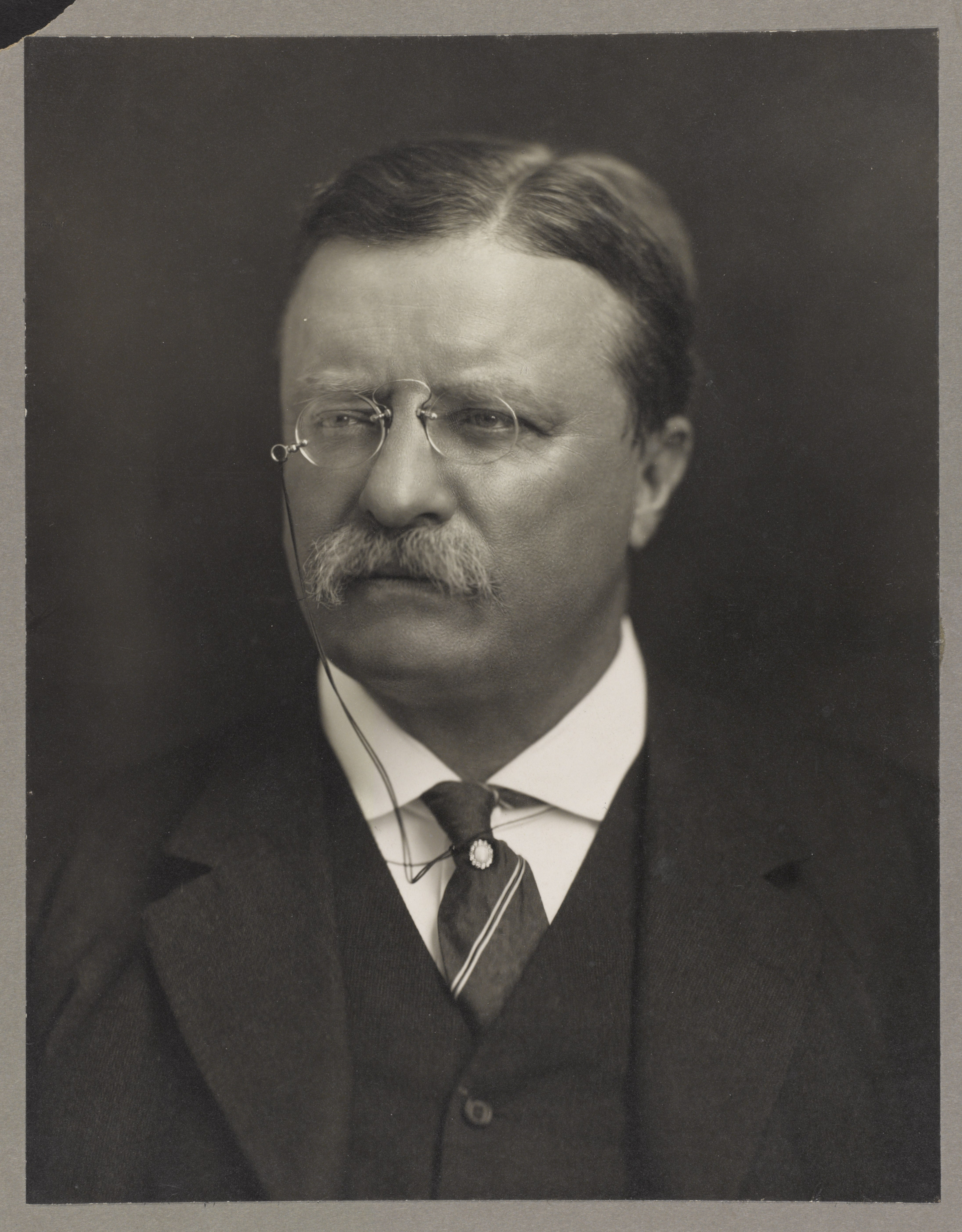
Theodore Roosevelt là nhà sáng lập và lãnh đạo tối cao của Đảng Cấp tiến

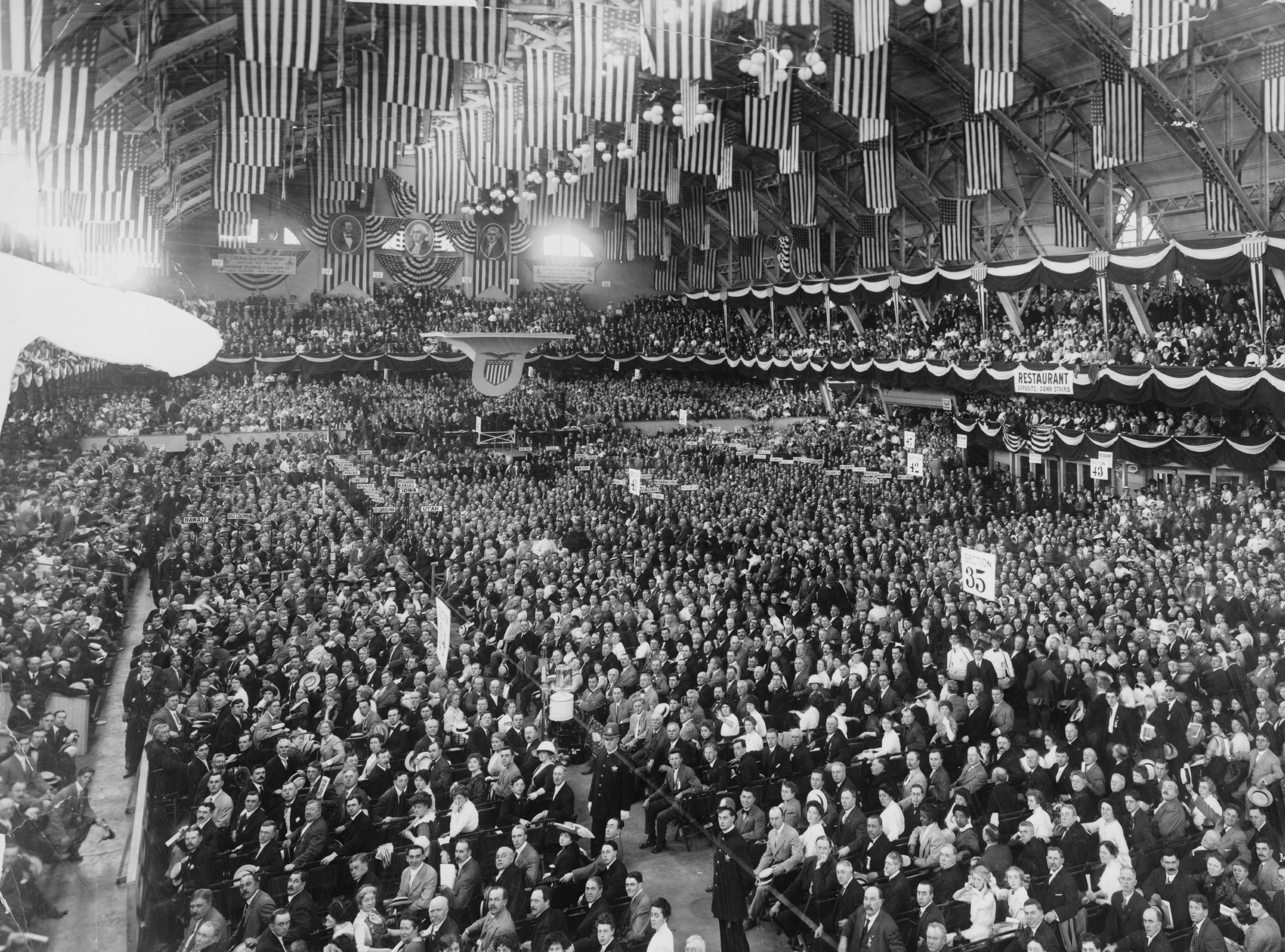
Đại hội toàn quốc Đảng Cấp tiến 1912 tại Chicago Coliseum

Là thành viên của Đảng Cộng hòa, Roosevelt giữ chức tổng thống từ năm 1901 đến năm 1909, ngày càng trở nên cấp tiến hơn trong những năm cuối nhiệm kỳ tổng thống của ông. Trong cuộc bầu cử tổng thống năm 1908, Roosevelt bảo trợ Bộ trưởng Chiến tranh của ông Taft làm người kế nhiệm. Mặc dù Taft nhậm chức với quyết tâm thúc đẩy chương trình nghị sự trong nước theo Square Deal của Roosevelt, nhưng ông đã thất bại  nặng nề trong cuộc tranh luận về Đạo luật thuế quan Payne–Aldrich và tranh cãi về Pinchot–Ballinger. Hậu quả chính trị của những sự kiện này đã chia rẽ Đảng Cộng hòa và khiến Roosevelt xa lánh cựu đồng minh của mình. Lãnh đạo phái Cấp tiến của Đảng Cộng hòa Robert M. La Follette đã tuyên chiến với Taft trong cuộc đua giành đề cử của Đảng Cộng hòa vào năm 1912, nhưng nhiều người ủng hộ ông đã chuyển sang ủng hộ Roosevelt sau khi cựu tổng thống quyết định tranh cử nhiệm kỳ tổng thống thứ ba, điều được Hiến pháp cho phép trước khi Tu chính án 20 được phê chuẩn. Tại Đại hội toàn quốc của Đảng Cộng hòa năm 1912, Taft đánh bại Roosevelt một cách sít sao và giành được đề cử tổng thống của đảng. Sau đại hội, Roosevelt, Frank Munsey, George Walbridge Perkins và các đảng viên Cộng hòa cấp tiến khác đã thành lập Đảng Cấp tiến và đề cử liên danh gồm Roosevelt và Hiram Johnson từ California tại Đại hội toàn quốc Đảng Cấp tiến năm 1912. Đảng mới thu hút một số quan chức từ Đảng Cộng hòa, mặc dù gần như tất cả họ vẫn trung thành với Đảng Cộng hòa. Còn tại California, Johnson và Đảng Cấp tiến chính thức nắm hoàn toàn quyền kiểm soát thay cho Đảng Cộng hòa.

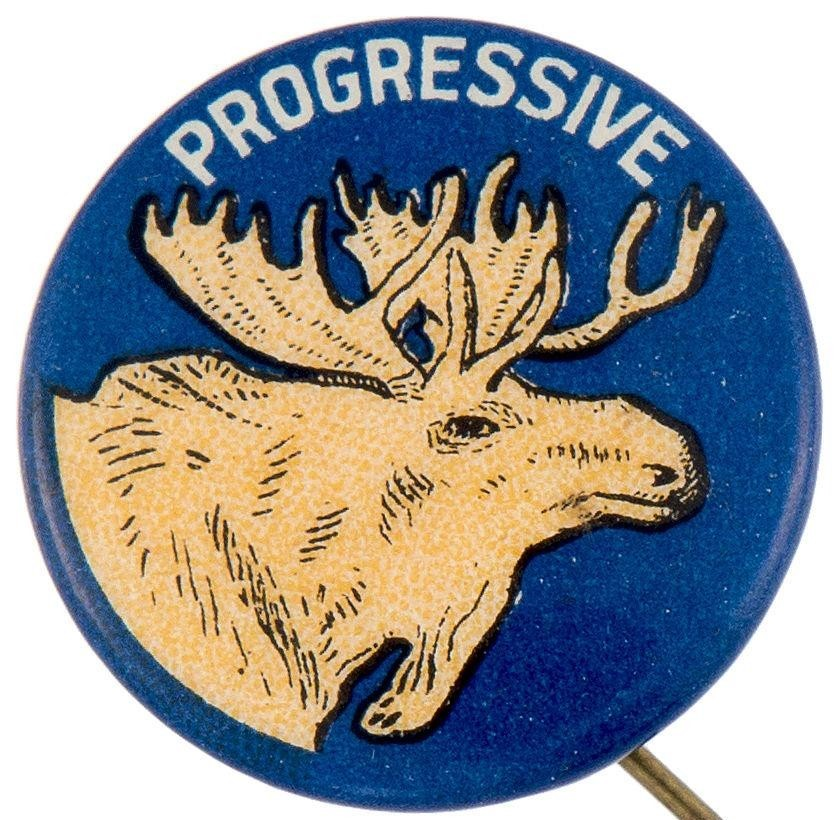
Biểu trưng của Đảng tại cuộc bầu cử năm 1912

Cương lĩnh của đảng được xây dựng dựa trên chương trình nghị sự trong nước Square Deal của Roosevelt và thúc đẩy thực hiện một số cải cách cấp tiến. Cương lĩnh khẳng định rằng "việc giải thể liên minh tồi tệ giữa doanh nghiệp tham nhũng và chính trị tham nhũng là nhiệm vụ đầu tiên của bất kỳ chính khách nào thời đó". Các đề xuất dựa trên cương lĩnh này bao gồm các hạn chế về đóng góp tài chính cho chiến dịch tranh cử, giảm thuế quan và thiết lập hệ thống bảo hiểm xã hội, ngày làm việc 8 giờ và thúc đẩy quyền bầu cử của phụ nữ . Đảng bị chia rẽ vì các cơ chế liên quan tới các tập đoàn lớn, trong đó một số đảng viên thất vọng vì cương lĩnh này không thúc đẩy một luật chống độc quyền mạnh mẽ hơn. Các đảng viên cũng có quan điểm khác nhau về chính sách đối ngoại, với những người theo chủ nghĩa hòa bình như Jane Addams phản đối lời kêu gọi xây dựng quân chủng hải quân của Roosevelt.
Trong cuộc bầu cử năm 1912, Roosevelt giành được 27,4% phiếu phổ thông so với 23,2% của Taft, khiến Roosevelt trở thành ứng cử viên tổng thống của đảng thứ ba duy nhất về đích với tỷ lệ phiếu phổ thông cao hơn cả ứng cử viên tổng thống từ một đảng lớn. Cả Taft và Roosevelt đều xếp sau ứng cử viên Đảng Dân chủ Woodrow Wilson, người đã giành được 41,8% phiếu phổ thông và đa số phiếu đại cử tri. Đảng Cấp tiến đã bầu được một số ứng cử viên lập pháp vào Quốc hội và chính quyền tiểu bang, nhưng cuộc bầu cử vốn đã bị nhuốm màu bởi những chiến thắng lớn hơn của Đảng Dân chủ. Đại hội toàn quốc Đảng Cấp tiến năm 1916 được tổ chức cùng với Đại hội toàn quốc Đảng Cộng hòa năm 1916 với hy vọng thống nhất cả 2 đảng với Roosevelt là ứng cử viên tổng thống duy nhất. Đảng Cấp tiến sụp đổ sau khi Roosevelt từ chối đề cử của Đảng Cấp tiến và yêu cầu những người ủng hộ ông bỏ phiếu cho Charles Evans Hughes, ứng cử viên phái cấp tiến ôn hòa của Đảng Cộng hòa. Hầu hết những đảng viên Cấp tiến đều tái gia nhập Đảng Cộng hòa, nhưng một số chuyển sang Đảng Dân chủ và một số đảng viên Cấp tiến như Harold L. Ickes sẽ đóng một vai trò đáng kể trong chính quyền của Tổng thống Franklin D. Roosevelt. Năm 1924, La Follette thành lập một Đảng Cấp tiến khác để tranh cử tổng thống. Đảng Cấp tiến thứ 3 được thành lập vào năm 1948 để phục vụ chiến dịch tranh cử tổng thống của cựu phó tổng thống Henry A. Wallace.